# 富春山居図
富春山居図（ふしゅんさんきょず）とは元朝末期の画家、黄公望によって描かれた水墨画。1350年完成。

## 概略
富春山居図は元朝末期の画家黄公望（1269年-1354年）の晩年（1350年ごろ）の作品。紙本の水墨画である。代表作であると同時に中国の水墨画史上、高い評価を得ている傑作であり、沈周や董其昌などの有名な画家たちに収蔵され手本とされ模本が制作された。
国立故宮博物院（台北）収蔵の「富春山居図」(30cmX637cm)巻子本と、浙江省博物館収蔵の「剰山図」(30cmx51.5cm)（もと画冊の一葉、現在は巻子本）との二部から成る。元々は一続きの絵であったものが清朝期の1650年、所有者であった呉洪裕が自身の死の際、共に焼くことを遺言し、一旦は火中に投じられ焼失の危機に遭った。息子呉静庵が拾い出したため危うく難を逃れたが、焼けた巻頭の一紙は分離されて、美術商呉其貞に譲られ修理されて「剰山図」となった。後半の主要部分は後、収集家安岐の手を経て安岐没後、乾隆帝が購入している。
また、1745年、富春山居図の模本「子明巻」が乾隆帝により清の宮廷に納められた。乾隆帝はこの作品の上部に多数の賛を書き込んでいる。翌1746年、真本が納められたが「模本ではあるが秀作」であるとみなして、短い賛を入れただけだった。1926年ごろまで「子明巻」のほうが真本とされていたが、その後の研究により模本と判明し、「無用師巻」と呼ばれる安岐旧蔵の作品が真本とされている。
沈周の模本が故宮博物院（北京）に、王石谷の模本がフリーア美術館にある。